# Felix Anton Scheffler

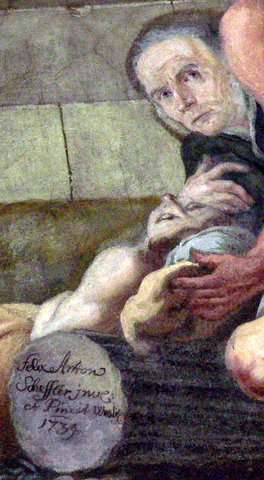
Krypto-Porträt Felix Anton Schefflers

Felix Anton Scheffler (* 29. August 1701 in Mainburg; † 10. Januar 1760 in Prag) war ein deutscher Maler und Freskant in der kunstgeschichtlichen Epoche des Barocks und des Rokoko.

## Leben
Nach einer Lehrzeit bei seinem Vater Wolfgang Scheffler im niederbayerischen Mainburg wurde Felix Anton um 1720 Schüler von Cosmas Damian Asam in München. Ab etwa 1726 vertiefte er seine Kenntnisse beim Stuttgarter Hofmaler J. C. Grooth.
Sein selbständiges Erstlingswerk war 1727/1728 eine Schlafzimmerdekoration in Schloss Durlach. Ein Jahr später freskierte er – zusammen mit seinem Bruder Christoph Thomas – das Treppenhaus des Wormser Bischofshofes für Franz Ludwig von Pfalz-Neuburg, der zugleich Mainzer Kurfürst und Fürstbischof von Breslau sowie Hochmeister des Deutschen Ordens war. Auf dessen Empfehlung gingen die Brüder 1730 nach Schlesien, um die Kreuzherrenkirche in Neisse auszumalen. Während Christoph Thomas danach nach Bayern zurückkehrte, ließ sich Felix Anton 1732 in Breslau nieder, wo er im selben Jahr Maria Barbara Heigel heiratete und in den folgenden Jahren zahlreiche Aufträge für Fresken und Gemälde von Adelsfamilien und kirchlichen Institutionen erhielt. 1734 wurde er von Fürstbischof Philipp Ludwig von Sinzendorf zu dessen Hofmaler ernannt.
Nachdem er ab 1743 seine Tätigkeit auch auf Böhmen und Mähren ausdehnte, ließ er sich 1747 in Prag nieder. Nach dem Tod seines Bruders Christoph Thomas 1756 kehrte er nach Bayern zurück und vollendete dessen Gemälde für den Benediktusaltar der Klosterkirche Ettal und malte die Deckenbilder der Ignatiuskapelle und der Sakristei in der Landsberger Jesuitenkirche. Als sein bayerisches Hauptwerk gilt die Ausmalung der Klosterkirche Baumburg.
Felix Anton Scheffler malte überwiegend Fresken und Altarbilder im Stil des Hochbarock. Mit seinen letzten Werken, vor allem St. Margaretha in Baumburg, wandte er sich dem Rokoko zu.

## Werke (Auswahl)

### In Schlesien
- Breslau
  - Universität: Fresken Haupttreppenhaus und Korridor des Westflügels (ab 1734); ehemalige Apotheke: Gemälde Christus heilt die Kranken (1739)
  - Dom: Fresken Totenkapelle (1749)
  - Deutsch Lissa, Pfarrkirche St. Hedwig: Deckenfresken (1739)
- Glatz: Fresken im Refektorium des Minoritenklosters (1744)
- Kloster Grüssau
  - Abteikirche: mehrere Altargemälde
  - Kapellen: mehrere Altargemälde
  - Fürstengruft: Altargemälde Ermordung des hl. Wenzel, Hl. Hedwig (1741)
  - Maria-Magdalena-Kapelle: Altargemälde Hl. Maria Magdalena (1740)
- Kloster Leubus, Winterrefektorium: Fresken (1733)
- Hirschberg, Gnadenkirche: Deckenfresken (1749–1751)
- Jauer: Altargemälde Verherrlichung des hl. Martin (1733)
- Liebau, Pfarrkirche Mariä Himmelfahrt: Ölgemälde
- Neisse
  - Kreuzherrenkirche St. Peter und Paul: Fresken (1730, zusammen mit Christoph Thomas)
  - Pfarrkirche St. Jakobus: Fresken der Dreifaltigkeitskapelle (1752)
- Neustadt, Pfarrkirche St. Michael: zwei Gemälde an den Chorwänden (1735)
- Schömberg, Pfarrkirche Hl. Familie: Gemälde der Kreuzwegstationen

- Schloss Fürstenstein

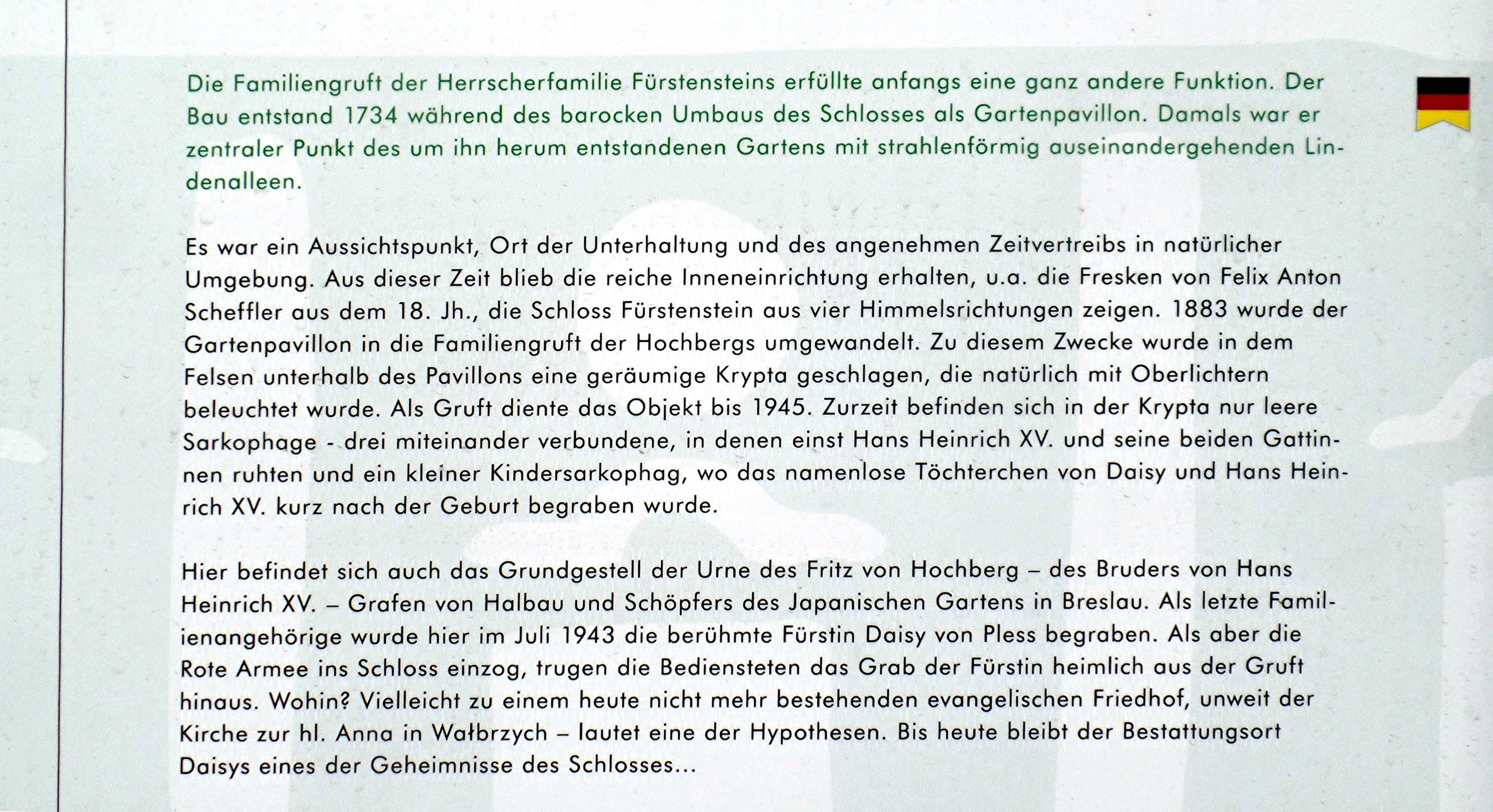
Infotafel am Mausoleum im Park von Schloss Fürstenstein

  - Kunstkammer und Marmorsaal: Fresken (1732)
  - Sommerpavillon: Fresken (1734)
- Schräbsdorf, Wallfahrtskirche Mariä Schmerzen: Gemälde Unbefleckte Empfängnis Mariä und Heilige Barbara

### In Böhmen und Mähren
- Braunau
  - Stiftssakristei: Fresken (1743)
  - Wenzelskirche: Fresken (1748)
- Brünn (Brno)
  - Jesuitenkirche: Fresken (1744–1745)
  - Königinkloster Altbrünn: Altargemälde Hl. Bernhard und Hl. Benedikt (1744–1745)
- Schloss Jemniště: Deckengemälde Rokokosaal und Schlosskapelle (1754)
- Deutsch Wernersdorf: Altargemälde in der Kirche St. Michael: Erscheinung des Hl. Erzengels Michael auf dem Monte Gargano (1720)
- Náchod:

Schloss Náchod, Ausmalung des Spanischen Saals
Altargemälde Friedhofskirche Johannes des Täufers (1751)
- Prag, Lorettokirche auf dem Hradschin: Fresken im Vorhof (1750)
- Reichenberg, Kreuzkirche:
  - Altargemälde Hl. Antonius von Padua
  - Altargemälde Aufnahme des hl. Josef in den Himmel (1758)

### In Bayern
- Kloster Ettal: Altargemälde Tod des hl. Benedikt in der Klosterkirche Mariä Himmelfahrt (von Christoph Thomas begonnen, nach dessen Tod vollendet von Felix Anton)
- Landsberg am Lech: ehemalige Jesuitenkirche Hl. Kreuz: Fresken der Ignatiuskapelle und (1756)
- Kloster Baumburg: Deckenfresken der ehemaligen Stiftskirche St. Margaretha (1756–1757)